# Montale (San Marino)

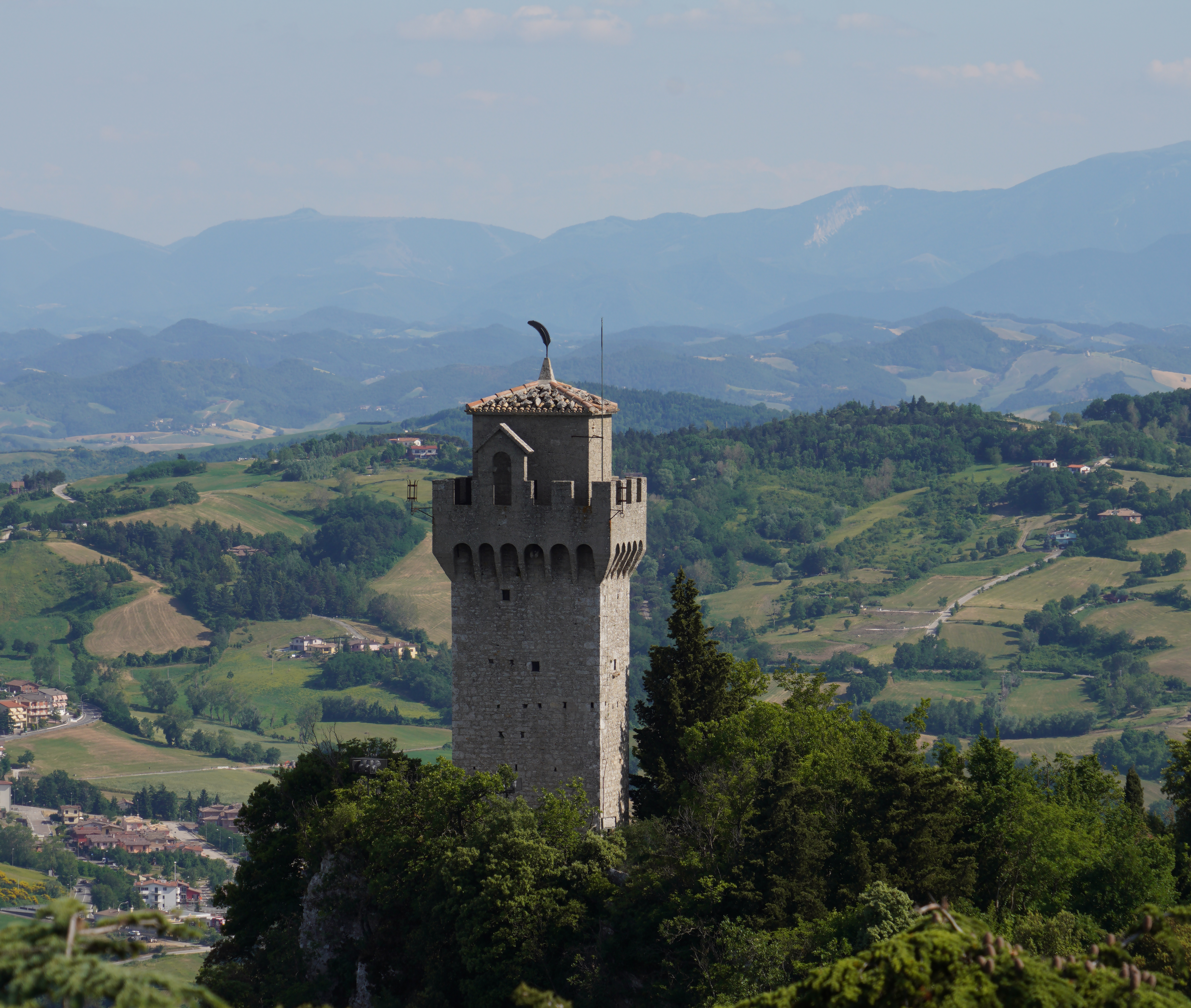
Torre Montale

Montale es uno de los tres picos que dan a la ciudad de San Marino, la capital de la República de San Marino. Los otros dos son De La Fratta y Guaita.

## Información general
Montale es el más pequeño de los tres picos del monte Titano. La torre en la cima se construyó en el siglo XIV. A diferencia de las otras dos torres construidas en el monte, Montale no está abierto al público. Es una de las tres torres que aparecen tanto en la bandera nacional como en el escudo de armas de San Marino. San Marino también tiene un pastel conocido como La Torta di Tre Monti (torta de la Cordillera de Tres / Torres), como símbolo de la zona.